# Josef Klein (NS-Funktionär)

Josef Klein

Josef Klein (* 23. November 1890 in Köln; † 14. Dezember 1952 in Bremen) war ein deutscher Volkswirt, Fußballfunktionär und Politiker der NSDAP, Mitglied des Reichstages sowie NSDAP-Gauwirtschaftsberater.

## Leben
Klein spielte ab 1900 Fußball beim FC Germania Kalk. Sein Studium der Volkswirtschaft, Rechtswissenschaften, Geschichte und Philosophie nahm er 1911 an der Universität Freiburg auf und setzte es 1913 in Marburg fort. Zu Beginn des Ersten Weltkrieges rückte Klein zum Infanterie-Regiment 167 ein; im Dezember 1914 wurde er mit dem Eisernen Kreuz II. Klasse ausgezeichnet. Nach schwerer Kriegsverletzung absolvierte er 1916 ein Praktikum bei der Handwerkskammer in Köln und arbeitete 1917 bei der Kriegsamtsstelle des VIII. Armeekorps in Koblenz. Seine durch den Kriegsbeginn unterbrochene Promotion zum Thema Schlichtungsausschuß und Schlichtungsstelle. Eine Darstellung der Voraussetzungen, des Wesens und der Wirkung des gesetzlichen Einigungsverfahrens bei Arbeitsstreitigkeiten nach dem Hilfsdienstgesetz schloss Klein 1918 in Marburg ab. Nach einer Tätigkeit als Geschäftsführer des Landesarbeits- und Berufsamts Düsseldorf wechselte Klein zum 1. Januar 1921 als Sozialsekretär zu den späteren I.G.-Farben-Werken in Dormagen und Uerdingen.
Während der Besetzung des Rheinlandes wurde Klein von französischen Behörden im Juli 1921 mit Geld- und Gefängnisstrafen belegt. 1923 trat Klein dem „Stahlhelm, Bund der Frontsoldaten“ bei. Im Vorjahr hatte er den Vorsitz des Stadtverbandes für Leibesübungen in Uerdingen übernommen. Weiterhin war Klein Mitglied des Arbeitsausschusses im Bezirksausschuss für Jugendpflege des Regierungsbezirkes Düsseldorf und des Landesjugendamtes der Rheinprovinz. Als Funktionär des Westdeutschen Spielverbands (WSV) verfasste Klein viele Artikel in Zeitungen und Zeitschriften, in denen er besonders den Bezug des Fußballs mit dessen nationalen Wurzeln herausstellte; teilweise mit rassistischen Zügen. In Berichten über Länderspiele betitelte Klein zum Beispiel gegnerische Spieler als „Fallensteller“ und „Urwaldjäger“ und sah den Ausgang der Partien nicht nur sportlich, sondern auch im Hinblick auf die Ehre der deutschen Nation.
Zum 1. April 1930 trat Klein in die NSDAP ein (Mitgliedsnummer 230.129) und zog für die Partei im April 1932 als Abgeordneter in den Preußischen Landtag ein, dem er bis August des Jahres angehörte. Im Juli 1932 war Klein in den Reichstag gewählt worden, dem er auch nach der Machtübertragung an die Nationalsozialisten weiterhin angehörte. Ebenfalls 1932 trat Klein der SS im Rang eines Sturmführers bei und übernahm die Führung des Kampfbundes für den gewerblichen Mittelstand im Gau Düsseldorf. Weiterhin war er ab 1932 Gauwirtschaftsberater der Gauleitung im NSDAP-Gau Düsseldorf.
Am 15. Juni 1933 wurde Klein von Adolf Hitler zum Treuhänder der Arbeit für das Wirtschaftsgebiet Westfalen ernannt, in dieser Funktion 1934 aber nicht bestätigt, sondern im Wirtschaftsbezirk Niedersachsen eingesetzt. Die Gründe hierfür dürften in Kleins Rolle als Vertrauter des Industriellen Fritz Thyssen und als Vertreter der Ständevorstellungen des „Spann-Kreises“ um den österreichischen Nationalökonomen Othmar Spann liegen. Als Sportfunktionär war Klein im Mai 1933 zum Führer des WSV gewählt worden. Der vorgesehenen „Gleichschaltung“ und Unterordnung unter dem Deutschen Fußball-Bund (DFB) mit Felix Linnemann an der Spitze widersetzte sich Klein, für den der DFB „international“ und „materialistisch“ eingestellt war. Die Auseinandersetzungen, die auch das Vermögen des WSV und seiner angeschlossenen Vereine zum Inhalt hatten, endeten Anfang 1935 mit der Auflösung des westdeutschen Verbandes.
1936 verlor Klein seine Funktion als Gauwirtschaftsberater; dem in diesem Jahr neubestimmten Reichstag gehörte er trotz seiner erneuten Kandidatur nicht mehr an. Im gleichen Jahr wurde gegen Klein ein Parteigerichtsverfahren vor dem Gaugericht Düsseldorf eingeleitet, da er sich über führende Nationalsozialisten „in einem größeren Kreise abfällig geäußert hatte“. Das Parteigerichtsverfahren wurde durch eine Amnestieverfügung Hitlers eingestellt. 1939 kam es zu staatsanwaltschaftlichen Ermittlungen gegen Klein, dem die Veruntreuung einer Spende an die NSDAP in Höhe von 18.000 RM vorgeworfen wurde. Diese Ermittlungen wurden eingestellt, da die Staatsanwaltschaft davon ausging, dass Klein von einem Gnadenerlass Hitlers profitieren würde.
Klein, der 1934 und 1935 die Arbeitsbeschaffungs- und Auftragsvergabestelle Düsseldorf geleitet hatte, war zwischen 1937 und 1939 als Wirtschaftstreuhänder und Steuerberater in Düsseldorf tätig. Im Juli 1939 wurde Klein Betriebssportwart der August-Thyssen-Hütte in Oberhausen; zwei Monate später übernahm er zusätzlich die kommissarische Leitung des dortigen Werkschutzes und wurde zudem Vertreter des Werkluftschutzleiters. Im Juni 1942 wurde Klein Oberaufseher der Kriegsgefangenen- und Ausländerlager von Thyssen.
Nach mehreren Denunziationen wurde Klein am 14. November 1942 in „Schutzhaft“ genommen. Dem „Schutzhaftbefehl“ vom Februar 1943 zufolge soll Klein „durch staatsabträgliche pessimistische Äußerungen, die geeignet sind, das Vertrauen der Bevölkerung zur nationalsozialistischen Staatsführung und den Widerstandswillen der inneren Front in dem uns aufgezwungenen Kriege zu untergraben, erhebliche Unruhe und Erregung in weite Kreise der Bevölkerung“ getragen haben. Im Juni 1943 wurde Klein aus der Haft entlassen; im Oktober 1943 wurde Klein vom Obersten Parteigericht der NSDAP aus der Partei ausgeschlossen, „weil er sich gröblichst gegen die Pflichten eines Nationalsozialisten vergangen“ habe. Vor dem Hintergrund des deutschen Angriffs auf die Sowjetunion und der nationalsozialistischen Krankenmorde habe Klein „unter bestimmter Betonung die Frage auf[geworfen], was wohl mit den Soldaten geschehen werde, die mit einem Kopfschuß nach Hause kämen. Der Eindruck seiner Stellungnahme war dabei der, als traue Klein dem nationalsozialistischen Staat zu, daß er die Tötung kopfverletzter Soldaten gutheißen werde“, so die Urteilsbegründung.
Die Thyssen-Hütte hatte Klein im Juni 1943 fristlos gekündigt. Hiergegen erhob der nach Ausbombung in Liesenich an der Mosel lebende Klein Widerspruchsklage, die ab Herbst 1943 im gegenseitigen Einvernehmen ruhte. Nach Kriegsende strebte er erfolglos seine Wiedereinstellung bei Thyssen an; der Rechtsstreit über die fristlose Kündigung endete 1947 mit einem Vergleich.